# Норпе
Норпе — дворянский род.
Высочайше утверждённым 3 июля 1856 г. мнением Государственного Совета, согласно заключению Правительствующего Сената от 24 октября 1855 года, Феликс-Леопольд Норпе возведён в потомственное дворянское достоинство, но чину отца его, капитана Ивана Норпе, произведённого в первый обер-офицерский чин до издания Высочайшего Манифеста 11 июня 1845 года.
Определением Правительствующего Сената от 23 января 1857 г., сопричислен к этому роду сын Феликса-Леопольда Норпе, Магнус-Павел, и выдано ему свидетельство о дворянстве, с правом на внесение во вторую часть дворянской родословной книги.

## Описание герба
Щит скошен слева на лазоревое и золотое поля. В щите стоящий гриф переменных с полями цветов, с червлёными глазами и языком, держит в правой лапе серебряный топор.
Над щитом дворянский шлем с короной. Нашлемник: два орлиных крыла, на правом лазуревом золотая лилия, на левом золотом лазуревая лилия. Намет: лазуревый с золотом. Герб Норпе внесён в Часть 13 Общего гербовника дворянских родов Всероссийской империи, стр. 94.